# Kto puka do moich drzwi?
Kto puka do moich drzwi? (oryg. Who's That Knocking at My Door) – pierwszy film fabularny Martina Scorsese, pierwotnie nazwany I Call First. Film otrzymał główną nagrodę na Festiwalu Filmowym w Chicago w 1968 roku.

## Główne role
- Zina Bethune – Dziewczyna
- Harvey Keitel – J.R.
- Anne Collette – Młoda dziewczyna ze snu
- Lennard Kuras – Joey
- Michael Scala – Sally Gaga
- Harry Northup – Harry